# Иванов, Вячеслав Николаевич
Вячесла́в Никола́евич Ивано́в (30 июля 1938, Москва, РСФСР, СССР — 5 августа 2024) — советский гребец (академическая гребля), трёхкратный олимпийский чемпион (лодка-одиночка; 1956, 1960, 1964), чемпион мира (1962), четырёхкратный чемпион Европы (1956, 1959, 1961, 1964), многократный чемпион СССР (1956—1966), Заслуженный мастер спорта СССР (1956).

## Биография
В 1941 году семья Вячеслава Иванова эвакуировалась в Барнаул. Его отец ушёл добровольцем на фронт и погиб в 1943 году под Ленинградом. В 1945 году погиб на фронте старший брат Михаил, ему было 19 лет.
Из эвакуации семья вернулась в 1943 году, жили на Большой Калужской улице, рядом с Нескучным садом.
В детстве занимался многими видами спорта: футболом, хоккеем, лёгкой атлетикой. Мечтал стать боксёром, ходил в школу «Спартака» к тренеру Ивану Ганыкину.
С 1952 года тренировался в секции гребли в клубе «Стрелка». Первым тренером стал неоднократный чемпион СССР И. Я. Демьянов. В начале 1955 года Иванов начал работать учеником токаря на Машиностроительном заводе имени 1 Мая. В том же году стал чемпионом СССР среди юношей и бронзовым призёром среди взрослых.
В 1956 году победил на Спартакиаде народов СССР, на чемпионате Европы в Югославии и на Олимпийских играх в Мельбурне. Стал Олимпийским чемпионом в возрасте 18 лет. Победа Иванова в Мельбурне была одной из главных сенсаций Олимпиады. 

Первый олимпийский финал в Австралии был сложнейшим во многих отношениях. Переезд занял, увы, больше недели. Получился большой перерыв в тренировках. Озеро Вендри оказалось незащищённым от ветров, и волны на старте буквально заливали лодки. Практически я ничего не знал и о своих соперниках. И, наконец, вполне понятное в 18 лет волнение.
…Маккензи не выдержал и сложил оружие уже за 40 метров до финиша. Моя лодка доплывала по инерции, так как у меня не осталось никаких резервов.
— Вячеслав Иванов «Поймай ход лодки!»//Советский спорт № 214 (11833) от 17 сентября 1986
В 1959 году Иванов выиграл чемпионат Европы во Франции, при этом он первым в мире преодолел дистанцию 2000 метров быстрее 7 минут (6 минут 58,8 секунд).
Обычно Иванов начинал гонку не очень быстро и довольно сильно отставал от соперников, но на финишном отрезке дистанции он делал мощный спурт и обходил своих соперников. 

Тренеры наперебой давали разноречивые советы. Им казалось, что мне необходимо «исправлять» недочёты в технике, усиливать работу ног, пораньше «включать» ноги в общий цикл гребка, менять осанку. Советы я выслушивал, но своему стилю оставался верен.— Вячеслав Иванов «Поймай ход лодки!»//Советский спорт № 214 (11833) от 17 сентября 1986
Перешёл в группу тренера-универсала Аркадия Николаева, занимался вместе с Борисом Дубровским, Олегом Тюриным. Иванов после победы в 1956 году два года не мог выиграть ни одной гонки. Благодаря Николаеву вновь поверил в свои силы, обрёл уверенность.
Перед Олимпийскими играми в Риме (1960) тренировался на озере Альбано, туда же приехал Маккензи. Не сумев выиграть у Иванова ни одной тренировочной дистанции, Маккензи отказался от участия в играх. На Олимпиаде 1960 года в Риме Иванов повторил свой успех. Второй призёр Ахим Хилль (ГДР) проиграл Иванову 8 секунд.
В 1962 году в Люцерне (Швейцария) впервые проводился чемпионат мира по академической гребле. Вячеслав Иванов стал первым чемпионом мира в лодке-одиночке. Физическая форма позволяла Иванову практически на равных соревноваться с командами многоместных лодок (не исключая и восьмёрку)
В 1964 году в Токио Иванов в третий раз подряд выиграл золотую медаль Олимпийского чемпиона и стал первым в истории трёхкратным Олимпийским чемпионом в гребле, выигравшим все три золота в одиночке.
Готовился Иванов и к Олимпиаде в Мехико в 1968 году и вылетел в Мексику в составе сборной команды. В Мехико решением председателя Комитета по спорту СССР Сергея Павлова на Игры был выставлен Виктор Мельников, поскольку личный тренер Мельникова Николаев А. Н. гарантировал, что Виктор завоюет на Играх золотую медаль, однако он занял лишь 12-е место.
В 1960 году Вячеслав Иванов заочно окончил военное училище, в 1969 году — Волгоградский государственный институт физической культуры. Иванов был офицером и ушёл в отставку в звании капитана 2-го ранга.
В конце 1965 года два месяца работал тренером в Бразилии по приглашению Олимпийского комитета этой страны.
После завершения спортивной карьеры работал начальником команды в ЦСКА ВМФ (Москва), тренером в Группе советских войск в Германии, начальником физподготовки бригады надводных кораблей в Североморске.
Летом 2010 года в составе делегации ветеранов спорта посетил Хенли-он-Темс, Великобритания — центр Королевской регаты Хенли.
В 1972 году была издана книга «Ветры Олимпийских озёр», в которой повествование ведётся от лица Иванова. В ней изложены многие значимые события из жизни спортсмена, а также его размышления и советы подрастающему поколению. В 2016 году вышла книга «Затяжной спурт», в которой Иванов также от первого лица рассказывает о своей спортивной биографии.
Скончался 5 августа 2024 года в возрасте 86 лет. Похоронен на Троекуровском кладбище.

## Награды
- Орден Трудового Красного Знамени (16.09.1960) — за успешные выступления в XVII летних и VIII зимних Олимпийских играх 1960 года, а также за выдающиеся спортивные достижения[12]
- Три ордена «Знак Почёта»[13] (27.04.1957 — «за успехи, достигнутые в деле развития массового физкультурного движения в стране, повышения мастерства советских спортсменов, и успешное выступление на международных соревнованиях»; 30.03.1965; …)
- Орден Почёта (16 июля 2018) — за заслуги в развитии физической культуры и спорта, многолетнюю плодотворную деятельность[14]

## Память
- Бюст на Аллее спортивной славы ЦСКА (Москва, Ленинградское шоссе 39, стр. 1)[15].
- Калужская спортивная школа олимпийского резерва по гребному спорту имени В. Иванова[16].

## Семья
- Супруга — Галина[17]
- Сын — Николай (род. 1959)[18].
  - Внук — Андрей (род. 1984)